# Emmerson Boyce
Emmerson Orlando Boyce (født 24. september 1979) er en tidligere fodboldspiller fra Barbados, som har spillet for Luton Town, Crystal Palace, Wigan Athletic og Blackpool. Han vandt også FA Cup med Wigan Athletic i en 1-0 sejr over Manchester City i 2013.